# Heberth Alejandro Gutiérrez
Pour les articles homonymes, voir Gutiérrez.
Gutiérrez  Rendón est un nom espagnol. Le premier nom de famille, en général paternel, est Gutiérrez ; le second, en général maternel, souvent omis, est Rendón.
Heberth Alejandro Gutiérrez Rendón, né le 17 septembre 1999, est un coureur cycliste colombien. Il est membre de l'équipe NU Colombia.

## Biographie
Son père, lui aussi prénommé Heberth, a été cycliste professionnel. 
Lors de la saison 2021, il se distingue en devenant champion panaméricain, et vice-champion de Colombie chez les espoirs. Il remporte également une étape ainsi que le classement général de la Clásica de Girardot. Après ses performances, il rejoint l'équipe continentale Electro Hiper Europa en 2022. Cette structure lui permet de participer à ses premières compétitions en Europe. 
En 2023, il revient en Colombie en intégrant la formation EPM-Go Rigo Pro. Actif dans des courses nationales, il obtient une victoire et diverse places d'honneur. Il se classe notamment deuxième d'une étape de la Vuelta al Valle del Cauca, ou encore troisième de l'étape inaugurale du Clásico RCN. 

## Palmarès et résultats

### Par année
- 2021
  -  Champion panaméricain sur route espoirs
  - Clásica de Girardot :
    - Classement général
    - 2e étape

  - 2e du championnat de Colombie sur route espoirs

### Classements mondiaux
| Année                                 | 2021 |
| ------------------------------------- | ---- |
| Classement mondial                    | 397e |
| UCI America Tour                      | 36e  |
|                                       |      |
| Légende : nc = non classéSource : UCI |      |